# Vilarouco e Pereiros
Vilarouco e Pereiros (oficialmente: União das Freguesias de Vilarouco e Pereiros) é uma freguesia portuguesa do município de São João da Pesqueira, com 34,74 km² de área e 357 habitantes (censo de 2021). A sua densidade populacional é 10,3 hab./km².

## História
Foi criada aquando da reorganização administrativa de 2012/2013,  resultando da agregação das antigas freguesias de Vilarouco e Pereiros.

## Demografia
A população registada nos censos foi:
| Distribuição da População por Grupos Etários | Distribuição da População por Grupos Etários | Distribuição da População por Grupos Etários | Distribuição da População por Grupos Etários | Distribuição da População por Grupos Etários | Distribuição da População por Grupos Etários |
| -------------------------------------------- | -------------------------------------------- | -------------------------------------------- | -------------------------------------------- | -------------------------------------------- | -------------------------------------------- |
| Antes da agregação                           |                                              |                                              |                                              |                                              |                                              |
| Ano                                          | 0-14 anos                                    | 15-24 anos                                   | 25-64 anos                                   | >= 65 anos                                   | Total                                        |
| 2001                                         | 71                                           | 89                                           | 243                                          | 140                                          | 543                                          |
| 2011                                         | 40                                           | 45                                           | 199                                          | 128                                          | 412                                          |
| Após a agregação                             |                                              |                                              |                                              |                                              |                                              |
| Ano                                          | 0-14 anos                                    | 15-24 anos                                   | 25-64 anos                                   | >= 65 anos                                   | Total                                        |
| 2021                                         | 31                                           | 33                                           | 169                                          | 124                                          | 357                                          |